# Gisella (nome)
Gisella  è un nome proprio di persona italiano femminile.

## Varianti
- Femminili: Gisela[2][3], Giselda[2]
- Maschili: Gisello[2]

### Varianti in altre lingue
- Catalano: Gisela[6]
- Galiziano: Xisela[6]
- Germanico: Gisila[4]
- Francese: Gisèle[4][7], Giselle[4]
- Inglese Giselle[4][7], Gisela[7], Gisselle[4]
- Olandese: Gisela[4]
- Polacco: Gizela
- Portoghese: Gisela[4]
- Spagnolo: Gisela[4][6]
- Tedesco: Gisela[4]
  - Ipocoristici: Gisa[4]
- Ungherese: Gizella[4][7]
  - Ipocoristici: Gizi[4]

## Origine e diffusione
Si tratta di un antico nome germanico, riconducibile alla radice gîsel, attestata in longobardo col senso di "[asta di] freccia", "lancia" (da cui anche Gilberto e Gisleno). Viene talvolta proposta anche una contaminazione (o una derivazione diretta) dal vocabolo gîsal ("pegno", "ostaggio"), che però viene giudicata difficoltosa da Tagliavini. Poteva costituire, probabilmente, sia un nome a sé stante, sia un ipocoristico di altri nomi contenenti lo stesso elemento.
Il nome è attestato, in forme quali Gisela, Gisla e Gisila, almeno a partire dall'VIII secolo, epoca in cui era piuttosto comune; nel Medioevo era particolarmente diffuso in Francia, da dove poi giunse sia in Italia; qui, secondo dati pubblicati negli anni 1970, si contavano del nome circa ventunmila occorrenze, distribuite su tutto il territorio nazionale, ma più al Nord e meno al Sud. Il nome non può contare su una tradizione storica o agiografica forte, e questa buona diffusione è da ricercare in una ripresa moderna, dovuta a varie opere teatrali, letterarie o musicali. In parte, può anche essersi riformato come vezzeggiativo di Gisa, a sua volta una forma abbreviata di altri nomi quali Adalgisa e Gismonda.
Il nome approdò in Inghilterra nell'Ottocento, grazie al balletto di Adolphe Adam Giselle del 1841, ma cominciò a godere di buona diffusione nei paesi anglofoni solo a partire dal XX secolo.

## Onomastico
L'onomastico si festeggia in genere il 7 maggio in memoria della beata Gisella di Baviera, moglie di Stefano I d'Ungheria e poi badessa del monastero di Niedernburg a Passavia. Con questo nome si ricordano anche, alle date seguenti:
- 1º gennaio, beata Gisela di Rosstreppe, membro della nobiltà dell'Ostfalia, suora[9]
- 8 febbraio, santa Gisela, suora, morta nel 1277[9]
- 21 maggio, santa Gisella o Isberga, figlia di Pipino il Breve, badessa a Chelles[1][6]

## Persone
- Gisella, figlia di Ludovico il Pio
- Gisella, figlia di Pipino il Breve

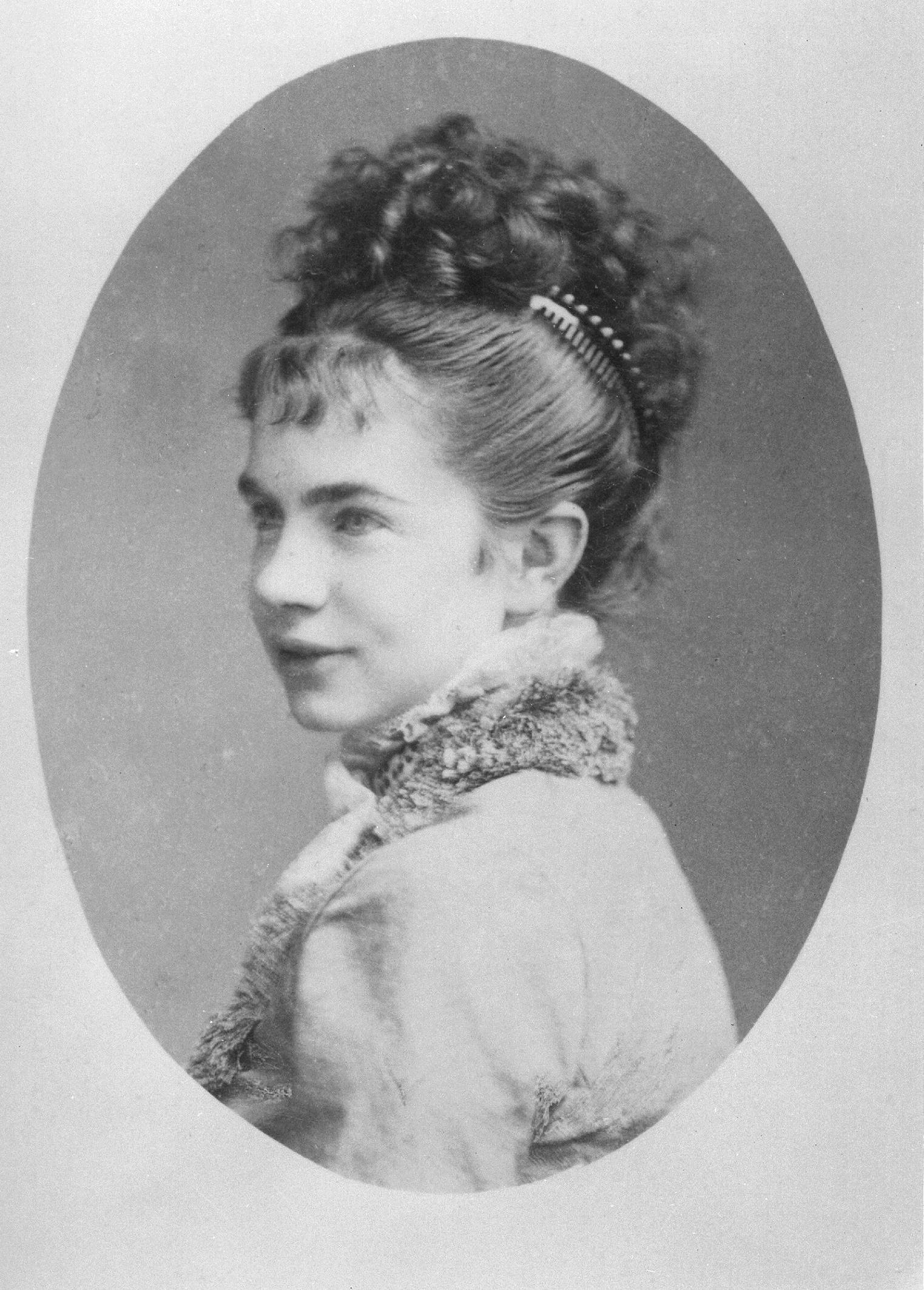
Gisella d'Asburgo-Lorena

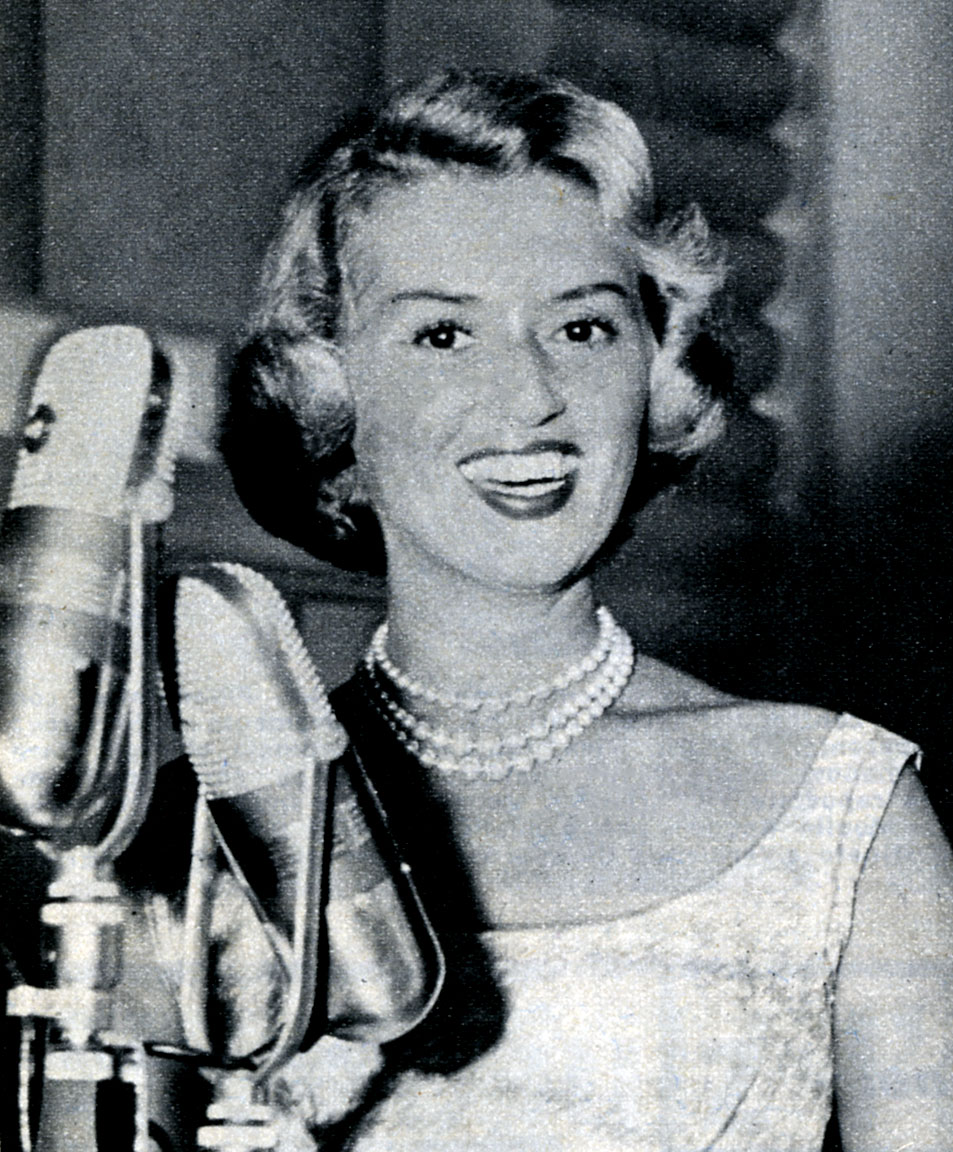
Gisella Sofio

- Gisella d'Asburgo-Lorena, principessa d'Ungheria
- Gisella di Baviera, regina d'Ungheria
- Gisella di Borgogna, duchessa di Baviera
- Gisella di Svevia, imperatrice del Sacro Romano Impero
- Gisella Caccialanza, ballerina statunitense
- Gisella Cozzo, cantautrice australiana naturalizzata italiana
- Gisella Floreanini, musicista, insegnante e politica italiana
- Gisella Marengo, attrice e produttrice cinematografica italiana
- Gisella Monaldi, attrice italiana
- Gisella Orsini, marciatrice italiana
- Gisella Passarelli, giornalista, poetessa e scrittrice italiana
- Gisella Sofio, attrice italiana

### Variante Gisela
- Gisela, cantante spagnola
- Gisela Arendt, nuotatrice tedesca
- Gisela Beyer, discobola tedesca
- Gisela Dulko, tennista argentina
- Gisela Hahn, attrice tedesca

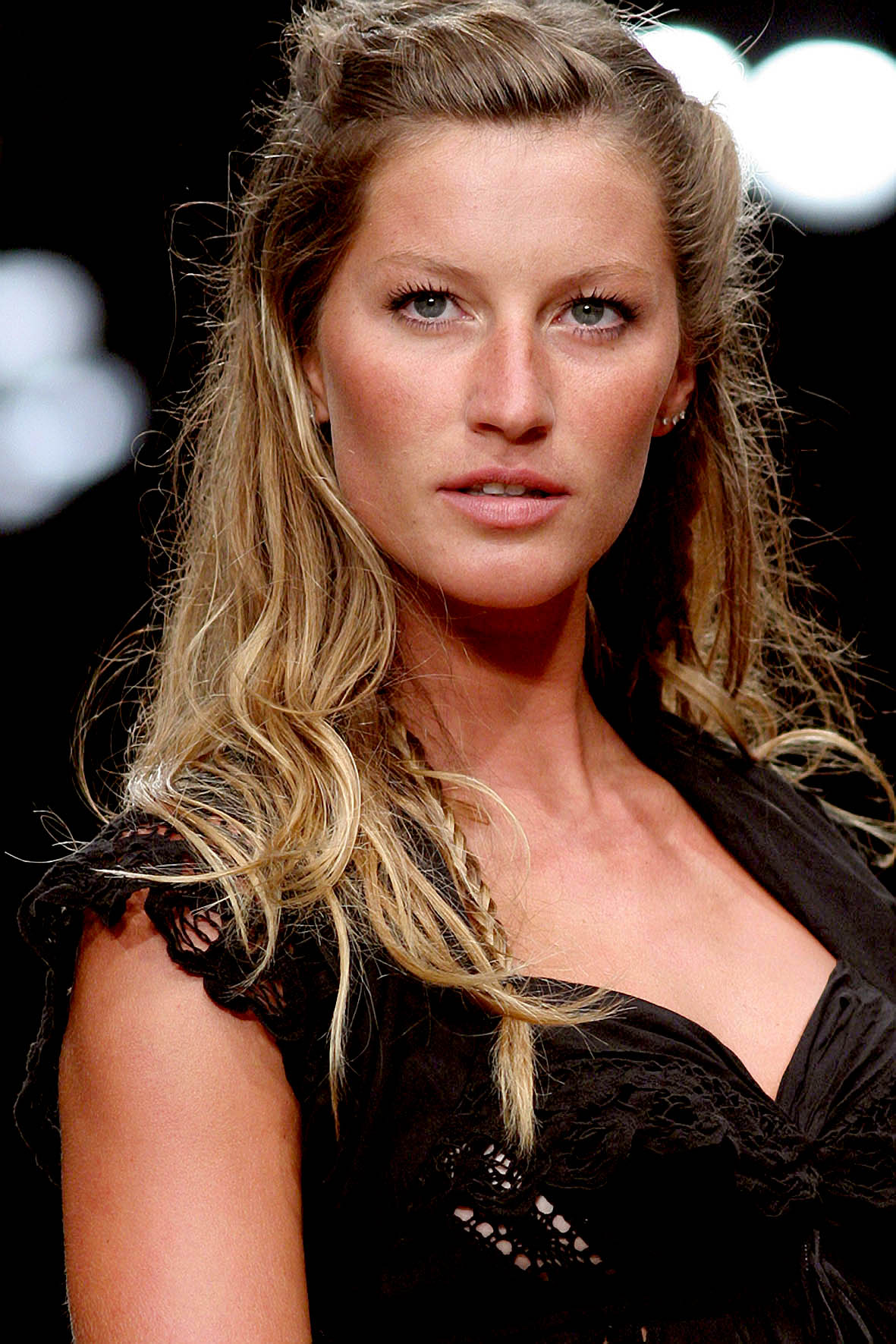
Gisele Bündchen

- Gisela Uhlen, attrice, sceneggiatrice e ballerina tedesca
- Gisela von Collande, attrice tedesca

### Variante Gisèle
- Gisèle Casadesus, attrice francese
- Gisèle Pascal, attrice francese
- Gisèle Prassinos, scrittrice francese

### Altre varianti
- Giselle Blondet, attrice e conduttrice televisiva portoricana
- Gisele Bündchen, supermodella brasiliana
- Giselle Itié, attrice brasiliana

## Il nome nelle arti
- Giselle è un personaggio del balletto omonimo di Adolphe Adam. Di tale balletto si tratta anche nel film del 1987 Giselle, diretto da Herbert Ross.
- Gisella Marasca è un personaggio del film del 1961 Don Camillo monsignore... ma non troppo, diretto da Carmine Gallone.
- Giselda Materassi è un personaggio del romanzo di Aldo Palazzeschi Sorelle Materassi.
- Gisella è un personaggio del romanzo di Cesare Pavese Paesi tuoi.
- Giselle è un personaggio del film della Disney del 2007 Come d'incanto